# Andromeda (skladba)
»Andromeda« je skladba avtorja Mihe Kralja z istoimenskega albuma iz leta 1980.

## O skladbi
Najprej je šel s to skladbo in albumom na Založbo kaset in plošč RTV Ljubljana, a mu ga tam niso želeli izdati, saj naj bi glasba za tiste čase zvenela preveč cerkveno.
Zato je šel v Beograd k založbi PGP RTB, kamor ga je napotil Vilko Ovsenik in kjer so mu leta 1980 takoj ugodili. V državah Beneluksa, Rusije in Švedske so jo prodali v 15,000 izvodih.

### 1985–1994: Počasni posnetki v Planici
Takratni planiški režiser Stane Škodlar je imel idejo, da je treba počasne posnetke izjemno dolgih poletov, opremiti z ustrezno glasbeno instrumentalno spremljavo. 
Takratni glasbeni opremljevalec Ilija Šurlev mu je prinesel nekaj predlogov in skupaj sta izbrala Andromedo, ki se je predvajala v počasnih posnetkih Planice med letoma 1985 in 1994.
Skladba velja za pravo mojstrovino tako na Slovenskem kot v mednarodnem prostoru. Izjemen odmev je dosegla v Skandinaviji in Rusiji, vedno bolj priljubljena je tudi na Poljskem, kjer so nori na skoke in Planico. 
Norvežani so celo kontaktirali Škodlarja, saj so želeli tudi sami uporabiti Andromedo kot glasbeno podlago, česar ni vedel niti sam Kralj. Zanimivo da se Škodlar in Kralj vsa ta leta do snemanja filma o Kralju nista niti poznala.

## Zasedba
- Miha Kralj – glasba, izvedba, producent
- Miro Bevc – mastering, miks

## Prodaja
| Država   | Izvodov |
| -------- | ------- |
| Beneluks | 15,000  |
| Rusija   | 15,000  |
| Švedska  | 15,000  |